# دوغ هولدر
دوغ هولدر هو سياسي أمريكي، ولد في 7 ديسمبر 1966 في ماريتا في الولايات المتحدة. نشط حزبياً في الحزب الجمهوري. وقد انتخب عضو مجلس نواب فلوريدا ‏.